# Tony Tanti
Tony Tanti (né le 7 septembre 1963 à Toronto, dans la province de l'Ontario au Canada) est un joueur professionnel retraité de hockey sur glace ayant évolué à la position d'ailier gauche.

## Carrière
Après une première saison remarquable au niveau junior avec les Generals d'Oshawa de l'Association de hockey de l'Ontario où il inscrit 150 points en seulement 67 rencontres, Tony Tanti se voit être réclamé au premier tour du repêchage de 1981 de la Ligue nationale de hockey par les Black Hawks de Chicago.
Il retourne pour les deux saisons suivantes avec les Generals, étant rappelé à l'occasion de trois rencontres pour les Black Hawks avec qui il inscrit son premier but en LNH. Échangé durant la saison 1982-1983 aux Canucks de Vancouver, il décroche avec ces derniers un poste permanent dans la LNH. Au cours des quatre saisons suivantes, il représente l'équipe du Canada à l'occasion du championnat du monde junior de 1984 ainsi qu'aux championnat mondiaux de 1985, 1986 et 1987.
Échangé aux Penguins de Pittsburgh lors de la saison 1989-1990 il reste avec ces derniers pour une saison avant de passer aux mains des Sabres de Buffalo avec qui il reste jusqu'à l'été 1992.
Devenant agent libre au cours de cet été, il signe un contrat avec les BSC Preussen de la Bundesliga avec qui il dispute deux saisons avant d'être promu avec ceux-ci en DEL. Il reste avec ceux-ci durant quatre saisons avant d'annoncer son retrait de la compétition à l'été 1998.

## Statistiques

### Statistiques en club
| Saison     | Équipe                 | Ligue       |     | Saison régulière | Saison régulière | Saison régulière | Saison régulière | Saison régulière |    | Séries éliminatoires | Séries éliminatoires | Séries éliminatoires | Séries éliminatoires | Séries éliminatoires |
| Saison     | Équipe                 | Ligue       | PJ  | B                | A                | Pts              | Pun              | PJ               | B  | A                    | Pts                  | Pun                  |                      |                      |
| 1980-1981  | Generals d'Oshawa      | LHO         | 67  | 81               | 69               | 150              | 197              | 11               | 7  | 8                    | 15                   | 41                   |                      |                      |
| 1981-1982  | Generals d'Oshawa      | LHO         | 57  | 62               | 64               | 126              | 138              | 12               | 14 | 12                   | 26                   | 15                   |                      |                      |
| 1981-1982  | Black Hawks de Chicago | LNH         | 2   | 0                | 0                | 0                | 0                |                  |    |                      |                      |                      |                      |                      |
| 1982-1983  | Generals d'Oshawa      | LHO         | 30  | 34               | 28               | 62               | 35               |                  |    |                      |                      |                      |                      |                      |
| 1982-1983  | Black Hawks de Chicago | LNH         | 1   | 1                | 0                | 1                | 0                |                  |    |                      |                      |                      |                      |                      |
| 1982-1983  | Canucks de Vancouver   | LNH         | 39  | 8                | 8                | 16               | 16               | 4                | 0  | 1                    | 1                    | 0                    |                      |                      |
| 1983-1984  | Canucks de Vancouver   | LNH         | 79  | 45               | 41               | 86               | 50               | 4                | 1  | 2                    | 3                    | 0                    |                      |                      |
| 1984-1985  | Canucks de Vancouver   | LNH         | 68  | 39               | 20               | 59               | 45               |                  |    |                      |                      |                      |                      |                      |
| 1985-1986  | Canucks de Vancouver   | LNH         | 77  | 39               | 33               | 72               | 85               | 3                | 0  | 1                    | 1                    | 11                   |                      |                      |
| 1986-1987  | Canucks de Vancouver   | LNH         | 77  | 41               | 38               | 79               | 84               |                  |    |                      |                      |                      |                      |                      |
| 1987-1988  | Canucks de Vancouver   | LNH         | 73  | 40               | 37               | 77               | 90               |                  |    |                      |                      |                      |                      |                      |
| 1988-1989  | Canucks de Vancouver   | LNH         | 77  | 24               | 25               | 49               | 69               | 7                | 0  | 5                    | 5                    | 4                    |                      |                      |
| 1989-1990  | Canucks de Vancouver   | LNH         | 41  | 14               | 18               | 32               | 50               |                  |    |                      |                      |                      |                      |                      |
| 1989-1990  | Penguins de Pittsburgh | LNH         | 37  | 14               | 18               | 32               | 22               |                  |    |                      |                      |                      |                      |                      |
| 1990-1991  | Penguins de Pittsburgh | LNH         | 46  | 6                | 12               | 18               | 44               |                  |    |                      |                      |                      |                      |                      |
| 1990-1991  | Sabres de Buffalo      | LNH         | 10  | 1                | 7                | 8                | 6                | 5                | 2  | 0                    | 2                    | 8                    |                      |                      |
| 1991-1992  | Sabres de Buffalo      | LNH         | 70  | 15               | 16               | 31               | 100              | 7                | 0  | 3                    | 3                    | 4                    |                      |                      |
| 1992-1993  | BSC Preussen           | Bundeslgiga | 34  | 14               | 17               | 31               | 73               |                  |    |                      |                      |                      |                      |                      |
| 1993-1994  | BSC Preussen           | Bundeslgiga | 43  | 19               | 24               | 43               | 50               |                  |    |                      |                      |                      |                      |                      |
| 1994-1995  | BSC Preussen           | DEL         | 42  | 25               | 33               | 58               | 114              | 9                | 2  | 2                    | 4                    | 8                    |                      |                      |
| 1995-1996  | BSC Preussen           | DEL         | 43  | 32               | 28               | 60               | 56               | 11               | 9  | 5                    | 14                   | 16                   |                      |                      |
| 1996-1997  | Berlin Capitals        | DEL         | 43  | 14               | 25               | 39               | 42               | 4                | 0  | 2                    | 2                    | 6                    |                      |                      |
| 1996-1997  | Berlin Capitals        | EuroHL      | 5   | 0                | 0                | 0                | 12               |                  |    |                      |                      |                      |                      |                      |
| 1997-1998  | Berlin Capitals        | DEL         | 41  | 6                | 24               | 30               | 84               |                  |    |                      |                      |                      |                      |                      |
| Totaux LNH | Totaux LNH             | Totaux LNH  | 697 | 287              | 273              | 560              | 661              | 30               | 3  | 12                   | 15                   | 27                   |                      |                      |

### Statistiques en équipe nationale
| Année | Équipe | Compétition                 |    | PJ | B | A | Pts | Pun                |  | Résultat |
| 1984  | Canada | Championnat du monde junior | 7  | 0  | 4 | 4 | 0   | 4e place           |  |          |
| 1985  | Canada | Championnat du monde        | 10 | 5  | 2 | 7 | 12  | Médaille d'argent  |  |          |
| 1986  | Canada | Championnat du monde        | 8  | 5  | 3 | 8 | 22  | Médaille de bronze |  |          |
| 1987  | Canada | Championnat du monde        | 10 | 6  | 2 | 8 | 6   | 4e place           |  |          |

## Honneurs et trophées
- Ligue de hockey de l'Ontario
  - Nommé dans la première équipe d'étoiles en 1981.
  - Nommé la recrue de l'année en 1981.
- Ligue nationale de hockey
  - Invité aux 38e Match des étoiles de la LNH en 1986.

## Transaction en carrière
- Repêchage 1981 : Repêché par les Black Hawks de Chicago (1er choix de l'équipe, 12e au total).
- 6 janvier 1983 : échangé par les Black Hawks aux Canucks de Vancouver en retour de Curt Fraser.
- 8 janvier 1990 : échangé par les Canucks avec Rod Buskas et Barry Pederson aux Penguins de Pittsburgh en retour de Dave Capuano, Andrew McBain et Dan Quinn.
- 5 mars 1991 : échangé par les Penguins aux Sabres de Buffalo en retour de Ken Priestlay.